# Гайдуков, Семён Иванович
Семён Иванович Гайдуков (28 апреля 1903 — 16 ноября 1968) — советский военачальник, генерал-майор, участник Великой Отечественной войны.

## Биография
Семён Иванович Гайдуков родился 28 апреля 1903 года в деревне Климовская (ныне — Крапивенский район Тульской области). В мае 1924 года был призван на службу в Рабоче-Крестьянскую Красную Армию. В 1925 году окончил полковую школу, в 1930 году — Томскую артиллерийскую школу, после чего служил на командных должностях в различных войсковых частях. В 1938 году окончил Военную артиллерийскую академию имени Ф. Э. Дзержинского. С начала июня 1941 года служил начальником штаба 518-го артиллерийского полка, дислоцировавшегося в городе Барановичи Брестской области Белорусской ССР. Здесь его застало начало Великой Отечественной войны.
С начала Великой Отечественной войны — на её фронтах. В боях под Могилёвом попал в окружение, но сумел с двадцатью бойцами прорваться к своим. Участвовал в обороне Тулы, будучи начальником штаба Тульского бригадного района ПВО. С ноября 1941 года был направлен для организации пунктов противовоздушной обороны в городах Рязань, Ряжск, Скопин, Кашира. Вскоре Гайдуков получил назначение начальником штаба Пензенского дивизионного района ПВО. В октябре 1942 года был переведён в Москву, где сформировал и стал командиром 1084-го зенитно-артиллерийского полка 3-й зенитной дивизии Резерва Главного Командования. Во главе этого полка участвовал в Сталинградской битве, освобождал Донбасс, Украинскую ССР. С августа 1943 года командовал 39-й зенитно-артиллерийской дивизии Резерва Главного Командования. Во главе этого соединения участвовал в освобождении Псковщины, Белорусской ССР, Прибалтики, разгроме Курляндской группировки вермахта.
После окончания войны продолжал службу в Советской Армии. С ноября 1951 года командовал 31-й зенитно-артиллерийской дивизией. В феврале 1957 года перешёл на преподавательскую работу, был старшим преподавателем на кафедре противовоздушной обороны в Высшей военной академии имени К. Е. Ворошилова. 
В июле 1958 года уволен в запас. Проживал в Москве. 
Умер 16 ноября 1968 года.

## Награды
- Орден Ленина (15 ноября 1950 года);
- 4 ордена Красного Знамени (16 июня 1943 года, 18 августа 1944 года, 3 ноября 1944 года, 30 апреля 1954 года);
- Орден Отечественной войны 1-й степени (26 июля 1945 года);
- Медали «За оборону Москвы», «За оборону Сталинграда» и другие медали.